# 海斯萊烏
海斯萊烏（丹麥語：Haslev），丹麥西蘭島上的一座城市，法克瑟市镇的行政中心。